# New Salisbury (Indiana)
New Salisbury es un lugar designado por el censo ubicado en el condado de Harrison en el estado estadounidense de Indiana. En el Censo de 2010 tenía una población de 613 habitantes y una densidad poblacional de 119,66 personas por km².

## Geografía
New Salisbury se encuentra ubicado en las coordenadas 38°18′50″N 86°6′0″O / 38.31389, -86.10000. Según la Oficina del Censo de los Estados Unidos, New Salisbury tiene una superficie total de 5.12 km², de la cual 5.12 km² corresponden a tierra firme y (0%) 0 km² es agua.

## Demografía
Según el censo de 2010, había 613 personas residiendo en New Salisbury. La densidad de población era de 119,66 hab./km². De los 613 habitantes, New Salisbury estaba compuesto por el 97.88% blancos, el 0.65% eran afroamericanos, el 0.16% eran amerindios, el 0.65% eran asiáticos, el 0% eran isleños del Pacífico, el 0.16% eran de otras razas y el 0.49% pertenecían a dos o más razas. Del total de la población el 0.65% eran hispanos o latinos de cualquier raza.